# Nematoplana naia
Nematoplana naia är en plattmaskart som beskrevs av Ernst Marcus 1949. Nematoplana naia ingår i släktet Nematoplana och familjen Nematoplanidae. Inga underarter finns listade i Catalogue of Life.